# 芒 (夏)
芒（ぼう）は、夏朝の第9代帝。『竹書紀年』によれば、58年間在位した。
在位中、東海で釣りをし、大魚を得たという。